# Death Magnetic
Death Magnetic е девети студиен албум на американската хевиметъл група Metallica.
Албумът е първият, в който басиста Робърт Трухильо участва в студийните записи (в St. Anger продуцентът Боб Рок изпълнява басовите партии при записването му), а Рик Рубин e продуцент. Death Magnetic също маркира първия период в историята на групата, когато всички членове на Metallica допринасят към всяка една песен, и е първият албум от двадесет години, след ...And Justice For All, включващ инструментално изпълнение.
От 12 май 2008 г. албумът е активно промотиран на специално създадения за тази цел сайт, озаглавен „Mission: Metallica“, където ежедневно се публикуват фото и видео материали от задсценичната работа на групата в студиото за запис. На 14 юни е обявено официалното заглавие на албума, последвано от показване на обложката на 17 юли, на която е изрисуван метален ковчег с черни и бели ивици около него, символизиращи метални стърготини попаднали в магнитно поле. На обложката също е изобразено слабо променена версия на оригиналното лого на Metallica, използвано в първите пет албума. Въпреки че албумът не съдържа заглавна песен, думите „death magnetic“ са използвани в песента „My Apocalypse“.

## Песни
Всички текстове на песни са написани от Джеймс Хетфийлд, цялата музика е композирана от Джеймс Хетфийлд, Ларс Улрих, Кърк Хамет и Робърт Трухильо.

| Death Magnetic | Death Magnetic           | Death Magnetic | Death Magnetic | Death Magnetic | Death Magnetic | Death Magnetic | Death Magnetic | Death Magnetic | Death Magnetic |
| №              | Име                      | Време          |                |                |                |                |                |                |                |
| -------------- | ------------------------ | -------------- | -------------- | -------------- | -------------- | -------------- | -------------- | -------------- | -------------- |
| 1.             | That Was Just Your Life  | 7:08           |                |                |                |                |                |                |                |
| 2.             | The End of the Line      | 7:52           |                |                |                |                |                |                |                |
| 3.             | Broken, Beat & Scarred   | 6:25           |                |                |                |                |                |                |                |
| 4.             | The Day That Never Comes | 7:56           |                |                |                |                |                |                |                |
| 5.             | All Nightmare Long       | 7:58           |                |                |                |                |                |                |                |
| 6.             | Cyanide                  | 6:39           |                |                |                |                |                |                |                |
| 7.             | The Unforgiven III       | 7:46           |                |                |                |                |                |                |                |
| 8.             | The Judas Kiss           | 8:00           |                |                |                |                |                |                |                |
| 9.             | Suicide & Redemption     | 9:57           |                |                |                |                |                |                |                |
| 10.            | My Apocalypse            | 5:01           |                |                |                |                |                |                |                |
| 74:42          |                          |                |                |                |                |                |                |                |                |

## Състав
Metallica
- Джеймс Хетфийлд – вокали и китара
- Кърк Хамет – соло китара, беквокали
- Робърт Трухильо – бас китара
- Ларс Улрих – барабани и перкусии

Продукция
- Рик Рубин, Кърк Хамет – продуцент
- Тед Дженсън – мастъринг
- Грег Фиделман – смесване